# Polje (fizika)
U fizici, polje je fizički kvantitet, predstavljen brojem ili tenzorom, koji ima vrednosti za svaku tačku u prostor-vremenu. Na primer, na vremenskoj mapi temperatura površine se opisuje dodeljivanjem realnog broja svakoj tački na mapi; temperatura se može razmotriti u određeno vreme ili tokom određenog vremenskog intervala, kako bi se proučila dinamika promene temperature. Površinska karta vetra, koja dodeljuje vektor svakoj tački na mapi koja opisuje brzinu vetra u datoj tački, bila bi primer jednodimenzionalnog tenzorskog polja, tj. vektorskog polja. Teorije polja, matematički opisi kako se vrednosti polja menjaju u prostoru i vremenu, su sveprisutne u fizici. Na primer, električno polje je još jedno tenzorsko polje ranga-1, a potpuni opis elektrodinamike može se formulisati u smislu dva interaktivna vektorska polja u svakoj tački u prostoru-vremenu, ili kao teorija polja 2-tenzora pojedinačnog ranga.
U savremenom okviru kvantne teorije polja, čak i bez pominjanja testne čestice, polje zauzima prostor, sadrži energiju i njegovo prisustvo sprečava klasični „pravi vakuum”. To je podstaklo fizičare da smatraju da su elektromagnetna polja fizički entitet, čineći koncept polja potpornom paradigmom zdanja moderne fizike. „Činjenica da elektromagnetno polje može posedovati momenat i energiju čini ga veoma stvarnim ... čestica čini polje, a polje deluje na drugu česticu, i polje ima takva poznata svojstva kao što su sadržaj energije i momenta, baš kao što čestice mogu da imaju.” U praksi je utvrđeno da se jačina većine polja umanjuje sa rastojanjem dok ne postane neodrediva. Na primer, jačina mnogih relevantnih klasičnih polja, poput gravitacionog polja u Njutnovoj teoriji gravitacije ili elektrostatičkog polja u klasičnom elektromagnetizmu, inverzno je proporcionalna kvadratu udaljenosti od izvora (tj. ona slede Gausov zakon). Jedna od posledica je da Zemljino gravitaciono polje brzo postaje neodredivo na kosmičkim razmerama.
Polje se može klasifikovati kao skalarno polje, vektorsko polje, spinorno polje ili tenzorsko polje prema tome da li je prikazana fizička količina skalar, vektor, spinor ili tenzor. Polje ima jedinstveni tenzorski karakter u svakoj tački u kojoj je definisano: tj. polje ne može biti skalarno polje negde, a vektorsko polje negde drugde. Na primer, Njutnovo gravitaciono polje je vektorsko polje: za određivanje njegove vrednosti u tački u prostor-vremenu potrebna su tri broja, komponente vektora gravitacionog polja u toj tački. Štaviše, unutar svake kategorije (skalar, vektor, tenzor) polje može biti ili klasično polje ili kvantno polje, zavisno od toga da li ga karakterišu brojevi ili kvantni operatori. Zapravo, u ovoj teoriji ekvivalentni prikaz polja je čestica polja, naime bozon.

## Istorija
Za Isaka Njutna, njegov zakon univerzalne gravitacije jednostavno je izrazio gravitacionu silu koja je deluje između bilo kojeg para masivnih objekata. Kada se posmatra kretanje mnogih tela koja uzajamno deluju, kao što su planete u Sunčevom sistemu, određivanje sile između svakog para tela zasebno brzo postaje računski nepraktično. U osamnaestom veku razvijena je nova količina koja pojednostavljuje vođenje evidencije o gravitacionim silama. Ova količina, gravitaciono polje, dala je u svakoj tački u prostoru ukupno gravitaciono ubrzanje koje bi u tom trenutku osetio mali objekt. To nije promenilo fiziku na bilo koji način: nije bilo važno da li su sve gravitacione sile koje deluju na neki predmet izračunate pojedinačno i zatim zbrajane, ili su se svi doprinosi prvo sabrali kao gravitaciono polje, a zatim primenili na objekt.
Razvoj nezavisnog koncepta polja istinski je započeo u devetnaestom veku razvojem teorije elektromagnetizma. U ranim fazama, Andre-Mari Amper i Šarl-Ogisten de Kulon su mogli a koriste zakone u Njutnovom stilu koji su izražavali sile između parova električnih naboja ili električnih struja. Međutim, postalo je mnogo prirodnije da se primenjuje pristup polja i da se izraze ti zakone u smislu električnih i magnetnih polja. Godine 1849. Majkl Faradej je prvi koji je uveo pojam „polje”.
Nezavisna priroda polja postala je očitija otkrićem Džejmsa Klerka Makvela da se talasi na tim poljima šire konačnom brzinom. Konsekventno, sile naboja i struja više nisu zavisile samo od položaja i brzina drugih naelektrisanja i struja u isto vreme, već i od njihovih položaja i brzina u prošlosti.
Maksvel, u početku, nije usvojio moderni koncept polja kao fundamentalne veličine koja bi mogla nezavisno postojati. Umesto toga, pretpostavio je da elektromagnetno polje izražava deformaciju nekog osnovnog medijuma - svetlosnog etra - slično kao što deluje napetost u gumenoj membrani. Ako je to slučaj, uočena brzina elektromagnetnih talasa bi trebala da zavisi od brzine posmatrača u odnosu na etar. Uprkos mnogo truda, nikada nisu pronađeni eksperimentalni dokazi takvog efekta; situacija je rešena uvođenjem specijalne teorije relativnosti radom Alberta Ajnštajna 1905. godine. Ova teorija je promenila način na koji su tačke gledišta pokretnih posmatrača bile povezane jedne sa drugima. One su postale međusobno povezane na takav način da je brzina elektromagnetnih talasa u Makvelovoj teoriji bila ista za sve posmatrače. Otklanjajući potrebu za pozadinskim medijumom, ovaj razvoj je otvorio put fizičarima da počnu da razmišljaju o poljima kao o istinski nezavisnim entitetima.
Krajem 1920-ih, nova pravila kvantne mehanike prvi put su primenjena na elektromagnetno polje. Pol Dirak je 1927. godine koristio kvantna polja kako bi uspešno objasnio kako raspad atoma u niže kvantno stanje dovodi do spontane emisije fotona, kvanta elektromagnetnog polja. Uskoro je usledila spoznaja (prateći rad Paskala Jordana, Judžina Vignera, Vernera Hajzenberga, i Volfganga Paulija) da se sve čestice, uključujući elektrone i protone, mogu da budu shvaćene kao kvantovi nekog kvantnog polja, čime je uzdignut status polja među najvažnije objekte u prirodi. Pored toga, Džon Viler i Ričard Fajnman su ozbiljno razmotrili Njutnov koncept akcije na rastojanju (iako su ga odbacili zbog stalne upotrebe koncepta polja u istraživanju opšte relativnosti i kvantne elektrodinamike).

## Literatura
- „Fields”. Principles of Physical Science. Encyclopædia Britannica (Macropaedia). 25 (15th изд.). 1994. стр. 815.
- Landau, Lev D. and Lifshitz, Evgeny M. (1971). Classical Theory of Fields (3rd ed.). London: Pergamon.  0-08-016019-0. Vol. 2 of the Course of Theoretical Physics.
- Jepsen, Kathryn (18. 7. 2013). „Real talk: Everything is made of fields” (PDF). Symmetry Magazine. Архивирано из оригинала (PDF) 04. 03. 2016. г. Приступљено 28. 08. 2019.
- Arfken, George (1985). Mathematical Methods for Physicists (third изд.). Academic press. ISBN 0-12-059820-5.
- Feynman, Richard P.; Leighton, Robert B.; Sands, Matthew (2006). The Feynman Lectures on Physics. 1. ISBN 0-8053-9045-6.
- Apostol, Tom (1967). Calculus. 1: One-Variable Calculus with an Introduction to Linear Algebra. Wiley. ISBN 978-0-471-00005-1.
- Apostol, Tom (1969). Calculus. 2: Multi-Variable Calculus and Linear Algebra with Applications. Wiley. ISBN 978-0-471-00007-5.
- Heinbockel, J. H. (2001), Introduction to Tensor Calculus and Continuum Mechanics, Trafford Publishing, ISBN 1-55369-133-4.
- Itô, Kiyosi (1993), Encyclopedic Dictionary of Mathematics (2nd изд.), MIT Press, ISBN 978-0-262-59020-4.
- Ivanov, A.B. (2001). „Vector”.  Ур.: Hazewinkel Michiel. Encyclopaedia of Mathematics. Springer.  978-1556080104..
- Kane, Thomas R.; Levinson, David A. (1996), Dynamics Online, Sunnyvale, California: OnLine Dynamics.
- Lang, Serge (1986). Introduction to Linear Algebra (2nd изд.). Springer. ISBN 0-387-96205-0.
- Pedoe, Daniel (1988). Geometry: A comprehensive course. Dover. ISBN 0-486-65812-0.
- Aris, R. (1990). Vectors, Tensors and the Basic Equations of Fluid Mechanics. Dover. ISBN 978-0-486-66110-0.
- Feynman, Richard; Leighton, R.; Sands, M. (2005). „Chapter 11”. The Feynman Lectures on Physics. I (2nd изд.). Addison Wesley. ISBN 978-0-8053-9046-9.
- Brauer, Richard; Weyl, Hermann (1935). „Spinors in n dimensions”. American Journal of Mathematics. The Johns Hopkins University Press. 57 (2): 425—449. JSTOR 2371218. doi:10.2307/2371218.
- Cartan, Élie (1913). „Les groupes projectifs qui ne laissent invariante aucune multiplicité plane” (PDF). Bull. Soc. Math. Fr. 41: 53—96. doi:10.24033/bsmf.916 .
- Cartan, Élie (1981) [1966]. The Theory of Spinors (reprint изд.). Paris, FR: Hermann (1966); Dover Publications (1981). ISBN 978-0-486-64070-9.
- Chevalley, Claude (1996) [1954]. The Algebraic Theory of Spinors and Clifford Algebras (reprint изд.). Columbia University Press (1954); Springer (1996). ISBN 978-3-540-57063-9.
- Dirac, Paul M. (1928). „The quantum theory of the electron”. Proceedings of the Royal Society of London A. 117 (778): 610—624. Bibcode:1928RSPSA.117..610D. JSTOR 94981. doi:10.1098/rspa.1928.0023 .
- Fulton, William; Harris, Joe (1991). Representation Theory: A first course. Graduate Texts in Mathematics, Readings in Mathematics. 129. New York: Springer-Verlag. ISBN 0-387-97495-4. MR 1153249. doi:10.1007/978-1-4612-0979-9.
- Gilkey, Peter B. (1984). Invariance Theory: The heat equation, and the Atiyah–Singer index theorem. Publish or Perish. ISBN 0-914098-20-9.
- Harvey, F. Reese (1990). Spinors and Calibrations. Academic Press. ISBN 978-0-12-329650-4.
- Hitchin, Nigel J. (1974). „Harmonic spinors”. Advances in Mathematics. 14: 1—55. MR 358873. doi:10.1016/0001-8708(74)90021-8 .
- Lawson, H. Blaine; Michelsohn, Marie-Louise (1989). Spin Geometry. Princeton University Press. ISBN 0-691-08542-0.
- Pauli, Wolfgang (1927). „Zur Quantenmechanik des magnetischen Elektrons”. Zeitschrift für Physik. 43 (9–10): 601—632. Bibcode:1927ZPhy...43..601P. S2CID 128228729. doi:10.1007/BF01397326.
- Penrose, Roger; Rindler, W. (1988). Spinor and twistor methods in space-time geometry. Spinors and Space-Time. 2. Cambridge University Press. ISBN 0-521-34786-6.
- Tomonaga, Sin-Itiro (1998). „Lecture 7: The quantity which is neither vector nor tensor”. The Story of Spin. University of Chicago Press. стр. 129. ISBN 0-226-80794-0.
- Bishop, Richard L.; Samuel I. Goldberg (1980) [1968]. Tensor Analysis on Manifolds. Dover. ISBN 978-0-486-64039-6.
- Danielson, Donald A. (2003). Vectors and Tensors in Engineering and Physics (2/e изд.). Westview (Perseus). ISBN 978-0-8133-4080-7.[мртва веза]
- Dimitrienko, Yuriy (2002). Tensor Analysis and Nonlinear Tensor Functions. Springer. ISBN 978-1-4020-1015-6.
- Jeevanjee, Nadir (2011). An Introduction to Tensors and Group Theory for Physicists. Birkhauser. ISBN 978-0-8176-4714-8.
- Lawden, D. F. (2003). Introduction to Tensor Calculus, Relativity and Cosmology (3/e изд.). Dover. ISBN 978-0-486-42540-5.
- Lebedev, Leonid P.; Cloud, Michael J. (2003). Tensor Analysis. World Scientific. ISBN 978-981-238-360-0.
- Lovelock, David; Rund, Hanno (1989) [1975]. Tensors, Differential Forms, and Variational Principles. Dover. ISBN 978-0-486-65840-7.
- Munkres, James R. (1997). Analysis On Manifolds. Avalon. ISBN 978-0-8133-4548-2. Chapter six gives a "from scratch" introduction to covariant tensors.
- Ricci, Gregorio; Levi-Civita, Tullio (март 1900). „Méthodes de calcul différentiel absolu et leurs applications”. Mathematische Annalen. 54 (1–2): 125—201. S2CID 120009332. doi:10.1007/BF01454201.
- Kay, David C (1988-04-01). Schaum's Outline of Tensor Calculus. McGraw-Hill. ISBN 978-0-07-033484-7.
- Schutz, Bernard F. (28. 1. 1980). Geometrical Methods of Mathematical Physics. Cambridge University Press. ISBN 978-0-521-29887-2.
- Synge, John Lighton; Schild, Alfred (1969). Tensor Calculus. Courier Corporation. ISBN 978-0-486-63612-2.